# 田口弘 (実業家)
田口 弘（たぐち ひろし、1937年2月15日 - ）は、日本の実業家・現代美術コレクター。岐阜県出身。

## 経歴
1959年に愛知学院大学商学部を卒業し、大竹農機（現・大竹製作所）に入社。1963年に三住商事（現・ミスミグループ本社）設立に参画し、1969年に社長就任。1994年に東証2部上場、1998年に東証1部上場を果たす。「購買代理店」「マーケットアウト」などの経営コンセプトを打ち出し、ミスミ株式会社を年商550億円の商社に育てた。2002年に起業専業企業の株式会社エムアウトを設立し、現在は代表取締役会長。2019年、文化庁長官表彰。

## 趣味
ミスミ株式会社時代より現代美術コレクターとしても知られ、主にアメリカ現代美術の作品を収集している。2002年に東京都現代美術館にて「WE LOVE PAINTING ミスミコレクションによるアメリカ美術」、2011年に損保ジャパン東郷青児美術館にて「GLOBAL NEW ART 現代アートをもっと楽しむために」と題されたコレクションを紹介する展覧会を開催。2010年にはコレクションをまとめた作品集「グローバル・ニュー・アート タグチ・コレクション」を出版した。

## 著書
- 1997年 隠すな！ (日本経済新聞社)
- 2002年 日本で最高のサラリーを稼ぐ男たちの仕事術 (三笠書房)
- 2010年 グローバル・ニュー・アート タグチ・コレクション (美術出版社)